# Katō Yasuaki
Katō Yasuaki est un nom japonais traditionnel ; le nom de famille (ou le nom d'école), Katō, précède donc le prénom (ou le nom d'artiste).
Katō Yasuaki (加藤 泰秋, 2 octobre 1846-17 juin 1926) est le 13e et dernier daimyo du domaine d'Ōzu au Japon. Second fils de Katō Yasumoto, Yasuaki succède à son frère ainé Yasutomi à la mort de celui-ci en 1864. Le domaine d'Ōzu et les autres han ou fiefs sont abolis en 1871.

## Source de la traduction
- (en) Cet article est partiellement ou en totalité issu de l’article de Wikipédia en anglais intitulé « Katō Yasuaki » (voir la liste des auteurs).